# 2021 год в Азербайджане
- Год Низами Гянджеви[1]

## Январь
- 11 января — В Москве состоялась трехсторонняя встреча между Президентом России, Президентом Азербайджана и премьер-министром Армении[2][3]
- 12 января — Создано Агентство развития медиа Азербайджана
- 18 января — Начало вакцинации против COVID-19
- 30 января — В Агдаме открылся Турецко-российский совместный мониторинговый центр[4]

## Апрель
- 1 апреля — Введено всеобщее обязательное медицинское страхование[5]

## Май
- 12—13 мая — Хары-бюльбюль, музыкальный фестиваль в Шуше[6][7]
- 29 мая — Открыта станция Бакинского метрополитена «8 ноября»[8]

## Июнь
- 15 июня — Подписана Шушинская декларация[9]

## Июль
- 7 июля — Введено новое разделение экономических районов Азербайджана[10]

## Сентябрь
- 18—24 сентября — Международный музыкальный фестиваль Узеира Гаджибейли[11]

## Октябрь
- 1 октября — Азербайджан открыл павильон на Всемирной выставке (2020)[12]
- 4 октября — На территории Джебраильского района создан промышленный парк «Экономическая зона Аразской долины»[13]
- 26 октября — Открытие международного аэропорта Физули[14]

## Ноябрь
- 4 ноября — Выпущена памятная юбилейная банкнота номиналом 500 манат[15][16][17]
- 4—6 ноября — VIII Глобальный Бакинский форум[18]

## В спорте
- 18—21 ноября — В Баку проведён чемпионат мира по прыжкам на батуте 2021[19]

## В культуре
- 3—25 ноября — V международный фестиваль документального кино «DokuBaku»[20][21]
- 1 марта — Открыт корабль-музей «Сураханы»[22][23]

## Скончались
- 26 апреля — Балоглан Ашрафов, певец[24]
- 21 мая — Таир Салахов, художник[25][26][27]
- 30 сентября — Сайяд Ализаде[азерб.], певец[28]